# Templo de Minerva (Aventino)
Templo de Minerva (em latim: Aedes Minervae) era um templo dedicado à deusa Minerva localizado no cume do monte Aventino, em Roma.

## História
O templo, que ficava localizado perto do Templo de Diana, foi completamente destruído, mas sua planta é conhecida por causa de um fragmento do "Plano de Mármore" (Forma Urbis). Tratava-se de um períptero hexastilo cuja fundação tinha uma orientação diferente da do Templo de Diana.
A estrutura era a sede de corporações comerciais, em particular, a partir do final do século III a.C. (durante a Segunda Guerra Púnica), da corporação de escritores e atores. Em 123 a.C., Caio Graco e seus seguidores buscaram inutilmente refúgio neste templo durante sua fuga de Roma.